# Justin Timberlake-diszkográfia
Justin Timberlake amerikai színész, R&B és popénekes, ruhatervező, dalszerző diszkográfiája öt stúdióalbumot, két válogatásalbumot, három filmzenealbumot, három középlemezt, és több mint ötven kislemezt tartalmaz. Timberlake zenei pályáját az 'N Sync nevű amerikai fiúegyüttesben kezdte, 2002-ben jelent meg első önálló stúdióalbuma, a Justified, amelyről négy kislemezt adtak ki: "Like I Love You", "Cry Me A River", "Rock Your Body" és "Señorita". A Justified a Billboard slágerlistáján a 2. helyre került fel és háromszoros platinalemez lett az Egyesült Államokban.
A következő stúdióalbuma négy évvel később, 2006-ban jelent meg FutureSex/LoveSounds címmel. Ez az album még a Justified-nál is nagyobb sikert aratott és az albumról kiadott hat kislemezből három végzett a Billboard Hot 100 élén: "SexyBack", "My Love" és "What Goes Around… Comes Around". Az album négyszeres platinalemez lett, miután csak az Egyesült Államokban négymillió példánynál többet adtak el belőle. Napjainkig a két stúdióalbumból összesen 18 millió példányt vásároltak meg világszerte.

## Stúdióalbumok
| Év   | Album információ | Helyezések                  | Helyezések                  | Helyezések                  | Helyezések                  | Helyezések                  | Helyezések                  | Helyezések                  | Helyezések                  | Helyezések                  | Helyezések                  | Eladási minősítések |
| Év   | Album információ | USA                         | AUS                         | CAN                         | DEN                         | GER                         | IRE                         | NLD                         | NZL                         | SWI                         | UK                          | Eladási minősítések |
| ---- | --- | --------------------------- | --------------------------- | --------------------------- | --------------------------- | --------------------------- | --------------------------- | --------------------------- | --------------------------- | --------------------------- | --------------------------- | --- |
| 2002 | Justified - Megjelent: 2002. november 5. - Kiadó: Jive - Formátum: kazetta, CD, LP, digitális letöltés                     | 2                           | 9                           | 7                           | 4                           | 11                          | 1                           | 4                           | 5                           | 22                          | 1                           | - USA: 3× Platina - AUS: 3× Platina - UK: 6× Platina - GER: Platina - DEN: 4× Platina - CAN: 2× Platina - NZL: Platina                                      |
| 2006 | FutureSex/LoveSounds - Megjelent: 2006. szeptember 12. - Kiadó: Jive, Zomba - Formátum: CD, CD/DVD, LP, digitális letöltés | 1                           | 1                           | 1                           | 3                           | 3                           | 1                           | 4                           | 4                           | 2                           | 1                           | - USA: 4× Platina - AUS: 6× Platina - UK: 4× Platina - GER: 2× Platina - IRE: 6× Platina - DEN: Arany - SWI: 2× Platina - CAN: 5× Platina - NZL: 3× Platina |
| 2013 | The 20/20 Experience - Megjelent: 2013. március 19. - Kiadó: RCA - Formátum: CD, LP, digitális letöltés                    | 1                           | 1                           | 1                           | 2                           | 1                           | 1                           | 2                           | 1                           | 1                           | 1                           | - USA: 2× Platina - AUS: Platina - UK: Platina - GER: Arany - IRE: Arany - SWI: Arany - CAN: 2× Platina - NZL: Arany                                        |
| 2013 | The 20/20 Experience – 2 of 2 - Megjelent: 2013. szeptember 30. - Kiadó: RCA - Formátum: CD, LP, digitális letöltés        | 1                           | 4                           | 1                           | 2                           | 4                           | 3                           | 4                           | 3                           | 2                           | 2                           | - USA: Platina - AUS: Arany - UK: Ezüst - CAN: Platina |
| 2018 | Man of the Woods - Megjelent: 2018. február 2. - Kiadó: RCA - Formátum: CD, LP, digitális letöltés                         | 1                           | 2                           | 1                           | 1                           | 1                           | 3                           | 1                           | 3                           | 2                           | 2                           | - USA: Arany - DEN: Arany - UK: Ezüst - CAN: Arany |
| 2024 | Everything I Thought It Was - Megjelenik: 2024. március 15. - Kiadó: RCA - Formátum: digitális letöltés, streaming         | Megjelenés alatt álló album | Megjelenés alatt álló album | Megjelenés alatt álló album | Megjelenés alatt álló album | Megjelenés alatt álló album | Megjelenés alatt álló album | Megjelenés alatt álló album | Megjelenés alatt álló album | Megjelenés alatt álló album | Megjelenés alatt álló album | Megjelenés alatt álló album |

## Válogatásalbumok
| 2010                                                        | 12" Masters – The Essential Mixes - Megjelent: 2010. szeptember 17. - Kiadó: Jive - Formátum: CD, digitális letöltés                 | —  | — | —  | —  | —  | —                                       |
| 2013                                                        | The 20/20 Experience – The Complete Experience - Megjelent: 2013. szeptember 27. - Kiadó: RCA - Formátum: CD, LP, digitális letöltés | 46 | 7 | 30 | 22 | 27 | - USA: Platina - AUS: Arany - UK: Ezüst |
| "—" nem szerepelt listán, vagy nem jelent meg az országban. | |    |   |    |    |    |                                         |

## Filmzenei albumok
| 2016                                                        | Trolls: Original Motion Picture Soundtrack - Megjelent: 2016. szeptember 26. - Kiadó: RCA - Formátum: CD, LP, digitális letöltés            | 3 | 1 | 7 | 4 | 40 | 4 | - USA: 2× Platina - AUS: Platina - UK: Arany |
| 2017                                                        | The Book of Love: Original Motion Picture Soundtrack - Megjelent: 2017. január 13. - Kiadó: Tennman Films II - Formátum: digitális letöltés | — | — | — | — | —  | — | —                                            |
| "—" nem szerepelt listán, vagy nem jelent meg az országban. | |   |   |   |   |    |   |                                              |

## Középlemezek
| Év   | Cím                                         | Információ                                                                   |
| ---- | ------------------------------------------- | ---------------------------------------------------------------------------- |
| 2003 | Justin & Christina (Christina Aguilera-val) | - Megjelent: 2003. július 1. - Kiadó: RCA, BMG, Jive - Formátum: CD          |
| 2003 | I'm Lovin' It                               | - Megjelent: 2003. december 16. - Kiadó: Jive - Formátum: digitális letöltés |
| 2013 | iTunes Festival: London 2013                | - Megjelent: 2013. december 15. - Kiadó: RCA - Formátum: digitális letöltés  |

## Kislemezek

### Mint fő előadó
| Év                                                          | Cím                                                                   | Helyezések | Helyezések | Helyezések | Helyezések | Helyezések | Helyezések | Helyezések | Helyezések | Helyezések | Helyezések | Eladási minősítések | Album                                                 |
| Év                                                          | Cím                                                                   | USA        | AUS        | CAN        | DEN        | GER        | IRE        | NLD        | NZL        | SWI        | UK         | Eladási minősítések | Album                                                 |
| ----------------------------------------------------------- | --------------------------------------------------------------------- | ---------- | ---------- | ---------- | ---------- | ---------- | ---------- | ---------- | ---------- | ---------- | ---------- | --- | ----------------------------------------------------- |
| 2002                                                        | Like I Love You                                                       | 11         | 8          | 11         | 4          | 16         | 5          | 5          | 6          | 14         | 2          | - AUS: Platina - UK: Arany | Justified                                             |
| 2002                                                        | Cry Me a River                                                        | 3          | 2          | 2          | 11         | 13         | 6          | 6          | 11         | 20         | 2          | - AUS: 2× Platina - UK: Platina - GER: Arany - DEN: Arany                                                                                     | Justified                                             |
| 2003                                                        | Rock Your Body                                                        | 5          | 1          | 5          | 3          | 25         | 4          | 6          | 4          | 34         | 2          | - USA: Arany - AUS: 2× Platina - UK: Platina - DEN: Arany - NZL: Arany                                                                        | Justified                                             |
| 2003                                                        | Señorita                                                              | 27         | 6          | 19         | 13         | 51         | 15         | 26         | 4          | 42         | 13         | - AUS: Platina - UK: Ezüst - DEN: Arany | Justified                                             |
| 2003                                                        | Still on My Brain                                                     | —          | —          | —          | —          | —          | —          | —          | —          | —          | —          | — | Justified                                             |
| 2003                                                        | I'm Lovin' It                                                         | —          | —          | —          | —          | 50         | 15         | 27         | —          | 47         | 79         | — | Live from London                                      |
| 2006                                                        | SexyBack (Timbaland-al)                                               | 1          | 1          | 1          | 2          | 1          | 1          | 7          | 1          | 2          | 1          | - USA: 3× Platina - AUS: 5× Platina - UK: Platina - GER: Platina - DEN: Arany - SWI: Platina - CAN: 3× Platina - NZL: Platina                 | FutureSex/LoveSounds                                  |
| 2006                                                        | My Love (T.I.-vel)                                                    | 1          | 3          | 1          | 3          | 4          | 4          | 19         | 1          | 2          | 2          | - USA: Platina - AUS: 2× Platina - UK: Arany - GER: Arany - NZL: Platina                                                                      | FutureSex/LoveSounds                                  |
| 2006                                                        | What Goes Around... Comes Around                                      | 1          | 3          | 3          | 3          | 5          | 6          | 13         | 3          | 5          | 4          | - USA: Platina - AUS: 2× Platina - UK: Arany - DEN: Arany - SWI: Platina - CAN: Platina - NZL: Arany                                          | FutureSex/LoveSounds                                  |
| 2007                                                        | LoveStoned                                                            | 17         | 11         | 5          | 12         | 15         | 12         | 8          | 17         | 19         | 11         | - USA: Arany - AUS: Platina - UK: Ezüst - DEN: Arany                                                                                          | FutureSex/LoveSounds                                  |
| 2007                                                        | The Only Promise That Remains (Reba McEntire-vel)                     | —          | —          | —          | —          | —          | —          | —          | —          | —          | —          | — | Reba: Duets                                           |
| 2007                                                        | Until the End of Time (Beyoncé-val)                                   | 17         | —          | —          | 30         | 39         | —          | —          | 31         | —          | —          | - USA: Arany | FutureSex/LoveSounds                                  |
| 2007                                                        | Summer Love                                                           | 6          | —          | 8          | —          | 39         | —          | —          | 15         | —          | —          | - USA: Platina - CAN: Arany | FutureSex/LoveSounds                                  |
| 2008                                                        | Follow My Lead (Esmée Denters-el)                                     | —          | —          | —          | —          | —          | —          | —          | —          | —          | —          | — | Nem jelent meg albumon                                |
| 2010                                                        | Hallelujah (Matt Morris, Charlie Sexton közreműködésével)             | 13         | —          | 5          | 37         | —          | 46         | —          | 8          | —          | 91         | — | Hope for Haiti Now                                    |
| 2013                                                        | Suit & Tie (Jay-Z-vel)                                                | 3          | 9          | 3          | 1          | 25         | 16         | 10         | 14         | 31         | 3          | - USA: 2× Platina - AUS: Platina - Uk: Arany - DEN: Platina - CAN: 2× Platina                                                                 | The 20/20 Experience                                  |
| 2013                                                        | Mirrors                                                               | 2          | 10         | 4          | 4          | 2          | 5          | 10         | 7          | 5          | 1          | - USA: 3× Platina - AUS: 3× Platina - Uk: 2× Platina - GER: Platina - DEN: 2× Platina - SWI: Platina - CAN: 3× Platina - NZL: Platina         | The 20/20 Experience                                  |
| 2013                                                        | Tunnel Vision                                                         | —          | 63         | —          | —          | —          | 75         | —          | —          | —          | 61         | — | The 20/20 Experience                                  |
| 2013                                                        | Take Back the Night                                                   | 29         | 57         | 23         | 37         | 52         | 49         | 38         | —          | 48         | 22         | - CAN: Arany | The 20/20 Experience – 2 of 2                         |
| 2013                                                        | TKO                                                                   | 36         | —          | 28         | —          | 71         | 51         | —          | —          | 68         | 58         | - CAN: Arany | The 20/20 Experience – 2 of 2                         |
| 2014                                                        | Not a Bad Thing                                                       | 8          | 10         | 9          | 16         | 62         | 38         | 46         | 5          | 29         | 21         | - USA: Platina - AUS: Platina - UK: Ezüst - DEN: Arany - NZL: Arany                                                                           | The 20/20 Experience – 2 of 2                         |
| 2014                                                        | Love Never Felt So Good (Michael Jacksonnal)                          | 9          | 28         | 20         | 1          | 18         | 17         | 2          | 12         | 15         | 8          | - USA: Platina - UK: Arany - DEN: Arany | Xscape                                                |
| 2015                                                        | Drink You Away                                                        | —          | —          | 85         | —          | —          | —          | —          | —          | —          | —          | — | The 20/20 Experience – 2 of 2                         |
| 2016                                                        | Can't Stop the Feeling!                                               | 1          | 3          | 1          | 2          | 1          | 3          | 2          | 2          | 1          | 2          | - USA: 4× Platina - AUS: 11× Platina - UK: 4× Platina - GER: 3× Arany - DEN: 3× Platina - SWI: 2× Platina - CAN: 6× Platina - NZL: 2× Platina | Trolls: Original Motion Picture Soundtrack            |
| 2018                                                        | Filthy                                                                | 9          | 27         | 5          | 24         | 42         | 22         | 5          | —          | 34         | 15         | - AUS: Arany - CAN: Platina | Man of the Woods                                      |
| 2018                                                        | Supplies                                                              | 71         | —          | 49         | —          | 83         | —          | —          | —          | 84         | 84         | — | Man of the Woods                                      |
| 2018                                                        | Say Something (Chris Stapleton-al)                                    | 9          | 18         | 6          | 11         | 9          | 16         | 24         | 20         | 6          | 9          | - AUS: 2× Platina - UK: Platina - GER: Arany - DEN: Platina - SWI: Platina - UK: 2× Platina - NZL: Arany                                      | Man of the Woods                                      |
| 2018                                                        | Man of the Woods                                                      | 73         | —          | 63         | —          | 80         | —          | 100        | —          | 28         | 91         | — | Man of the Woods                                      |
| 2018                                                        | SoulMate                                                              | —          | —          | 83         | —          | —          | —          | —          | —          | —          | —          | — | Nem jelent meg albumon                                |
| 2020                                                        | The Other Side (SZA-val)                                              | 61         | 43         | 55         | —          | 88         | 56         | 60         | —          | 47         | 44         | — | Trolls World Tour: Original Motion Picture Soundtrack |
| 2022                                                        | Stay with Me (Calvin Harrisszel, Halsey-vel és Pharrell Williamsszel) | —          | 78         | 51         | —          | —          | 15         | 35         | —          | —          | 10         | - AUS: Arany - UK: Ezüst | Funk Wav Bounces Vol. 2                               |
| 2022                                                        | Sin Fin (Romeo Santosszal)                                            | 100        | —          | —          | —          | —          | —          | —          | —          | —          | —          | - USA: 3× Platina (Latin) | Formula, Vol. 3                                       |
| 2023                                                        | Keep Going Up (Timbaland-al és Nelly Furtado-val)                     | 84         | —          | 63         | —          | —          | —          | —          | —          | —          | —          | — | Nem jelent meg albumon                                |
| 2024                                                        | Selfish                                                               | 19         | 82         | 22         | —          | 83         | 52         | 100        | —          | 45         | 29         | — | Everything I Thought It Was                           |
| "—" nem szerepelt listán, vagy nem jelent meg az országban. |                                                                       |            |            |            |            |            |            |            |            |            |            | |                                                       |

### Közreműködő előadóként
| Év                                                          | Cím (eredeti előadó)                                                                          | Helyezések | Helyezések | Helyezések | Helyezések | Helyezések | Helyezések | Helyezések | Helyezések | Helyezések | Helyezések | Eladási minősítések                                                                          | Album                                   |
| Év                                                          | Cím (eredeti előadó)                                                                          | USA        | AUS        | CAN        | DEN        | GER        | IRE        | NLD        | NZL        | SWI        | UK         | Eladási minősítések                                                                          | Album                                   |
| ----------------------------------------------------------- | --------------------------------------------------------------------------------------------- | ---------- | ---------- | ---------- | ---------- | ---------- | ---------- | ---------- | ---------- | ---------- | ---------- | -------------------------------------------------------------------------------------------- | --------------------------------------- |
| 2003                                                        | Work It (Nelly)                                                                               | 68         | 14         | 13         | —          | 16         | 11         | 16         | 17         | 59         | 7          | - AUS: Arany - NZL: Arany                                                                    | Nellyville                              |
| 2005                                                        | Signs (Snoop Dogg; Charlie Wilson és Justin Timberlake közreműködésével)                      | 46         | 1          | —          | 3          | 3          | 2          | 6          | 4          | 5          | 2          | - USA: Arany - AUS: Arany - UK: Ezüst - NZL: Arany                                           | R&G (Rhythm & Gangsta): The Masterpiece |
| 2006                                                        | Dick in a Box (The Lonely Island)                                                             | —          | 61         | 82         | —          | —          | —          | —          | —          | —          | —          | —                                                                                            | Incredibad                              |
| 2007                                                        | Give It to Me (Timbaland; Nelly Furtado és Justin Timberlake közreműködésével)                | 1          | 16         | 1          | 3          | —          | 2          | 8          | 2          | 6          | 1          | - GER: Arany - UK: Ezüst - SWI: Platina - CAN: Platina - NZL: Arany                          | Shock Value                             |
| 2007                                                        | Ayo Technology (50 Cent)                                                                      | 5          | 10         | 12         | 3          | 7          | 3          | 19         | 1          | 2          | 2          | - AUS: Arany - UK: Arany - GER: Arany - NZL: Arany                                           | Curtis                                  |
| 2008                                                        | 4 Minutes (Madonna; Justin Timberlake és Timbaland közreműködésével)                          | 3          | 1          | 1          | 1          | 1          | 1          | 1          | 3          | 1          | 1          | - USA: 2× Platina - AUS: Platina - UK: Platina - GER: Platina - DEN: 2× Platina - NZL: Arany | Hard Candy                              |
| 2009                                                        | Dead and Gone (T.I.)                                                                          | 2          | 4          | 3          | 7          | 11         | 3          | 20         | 2          | 18         | 4          | - USA: 2× Platina - AUS: Platina - UK: Arany - NZL: Platina                                  | Paper Trail                             |
| 2009                                                        | Love Sex Magic (Ciara)                                                                        | 10         | 5          | 6          | 7          | 12         | 4          | 41         | 6          | 11         | 5          | - AUS: Platina - UK: Arany - NZL: Arany                                                      | Fantasy Ride                            |
| 2009                                                        | Carry Out (Timbaland)                                                                         | 11         | 58         | 7          | —          | —          | 3          | 37         | 15         | 80         | 6          | - UK: Ezüst - CAN: Platina - NZL: Arany                                                      | Shock Value II                          |
| 2010                                                        | Winner (Jamie Foxx; Justin Timberlake és T.I. közreműködésével)                               | 28         | —          | 23         | —          | —          | —          | —          | 37         | —          | —          | —                                                                                            | Best Night of My Life                   |
| 2010                                                        | Love Dealer (Esmée Denters)                                                                   | —          | —          | —          | —          | —          | —          | 32         | —          | —          | 68         | —                                                                                            | Outta Here                              |
| 2011                                                        | Motherlover (The Lonely Island)                                                               | —          | —          | —          | —          | —          | —          | —          | —          | —          | —          | - DEN: Arany                                                                                 | Turtleneck & Chain                      |
| 2011                                                        | 3-Way (The Aranyen Rule) (The Lonely Island; Justin Timberlake és Lady Gaga közreműködésével) | —          | —          | —          | —          | —          | —          | —          | —          | —          | —          | —                                                                                            | The Wack Album                          |
| 2011                                                        | Role Model (FreeSol)                                                                          | —          | —          | —          | —          | —          | —          | —          | —          | —          | —          | —                                                                                            | No Rules                                |
| 2011                                                        | Fascinated (FreeSol; Justin Timberlake és Timbaland közreműködésével)                         | —          | —          | —          | —          | —          | —          | —          | —          | —          | —          | —                                                                                            | No Rules                                |
| 2013                                                        | Holy Grail (Jay-Z)                                                                            | 4          | 42         | 13         | 14         | 24         | 53         | 83         | 18         | 24         | 7          | - USA: 4× Platina - USA: Ezüst - GER: Arany - DEN: Platina - NZL: Arany                      | Magna Carta Holy Grail                  |
| 2016                                                        | #WheresTheLove (The Black Eyed Peas)                                                          | —          | 15         | —          | —          | 39         | —          | —          | —          | 41         | 47         | —                                                                                            | Nem jelentek meg albumon                |
| 2020                                                        | Believe (Meek Mill)                                                                           | 90         | —          | —          | —          | —          | —          | —          | —          | —          | —          | —                                                                                            | Nem jelentek meg albumon                |
| 2020                                                        | Better Days (Ant Clemons)                                                                     | 94         | —          | —          | —          | —          | —          | —          | —          | —          | —          | —                                                                                            | Nem jelentek meg albumon                |
| 2023                                                        | 3D (Jung Kook)                                                                                | —          | —          | —          | —          | —          | —          | —          | —          | —          | —          | —                                                                                            | Nem jelentek meg albumon                |
| "—" nem szerepelt listán, vagy nem jelent meg az országban. |                                                                                               |            |            |            |            |            |            |            |            |            |            |                                                                                              |                                         |

### Promóciós kislemezek
| Év   | Cím                            | Album                                                 |
| ---- | ------------------------------ | ----------------------------------------------------- |
| 2020 | Don't Slack (Anderson Paak-al) | Trolls World Tour: Original Motion Picture Soundtrack |

## Egyéb jelölt dalok
| 2006                                                        | FutureSex/LoveSound                                                              | —  | —  | — | —   | —   | FutureSex/LoveSounds                       |
| 2007                                                        | Release (Timbaland; Justin Timberlake közreműködésével)                          | 91 | 86 | — | 105 | —   | Shock Value                                |
| 2007                                                        | Bounce (Timbaland; Dr. Dre, Justin Timberlake és Missy Elliott közreműködésével) | 93 | —  | — | 176 | —   | Shock Value                                |
| 2013                                                        | Pusher Love Girl                                                                 | 64 | —  | — | 122 | —   | The 20/20 Experience                       |
| 2013                                                        | Don't Hold the Wall                                                              | —  | —  | — | —   | —   | The 20/20 Experience                       |
| 2013                                                        | Strawberry Bubblegum                                                             | —  | —  | — | 193 | —   | The 20/20 Experience                       |
| 2013                                                        | Spaceship Coupe                                                                  | —  | —  | — | —   | —   | The 20/20 Experience                       |
| 2013                                                        | That Girl                                                                        | —  | —  | — | —   | —   | The 20/20 Experience                       |
| 2013                                                        | Let the Groove Get In                                                            | —  | —  | — | —   | —   | The 20/20 Experience                       |
| 2013                                                        | Blue Ocean Floor                                                                 | —  | —  | — | —   | —   | The 20/20 Experience                       |
| 2013                                                        | Dress On                                                                         | —  | —  | — | 197 | —   | The 20/20 Experience                       |
| 2013                                                        | Body Count                                                                       | —  | —  | — | 147 | —   | The 20/20 Experience                       |
| 2014                                                        | Brand New (Pharrell Williamsszel)                                                | —  | —  | — | 104 | —   | G I R L                                    |
| 2016                                                        | True Colors (Anna Kendrickkel)                                                   | —  | —  | — | —   | —   | Trolls: Original Motion Picture Soundtrack |
| 2018                                                        | Morning Light (Alicia Keys-el)                                                   | —  | —  | 5 | —   | —   | Man of the Woods                           |
| 2021                                                        | Just Be (DJ Khaled; Justin Timberlake közreműködésével)                          | —  | —  | — | —   | —   | Khaled Khaled                              |
| 2022                                                        | Parent Trap (Jack Harlow; Justin Timberlake közreműködésével)                    | —  | 73 | — | —   | 198 | Come Home the Kids Miss You                |
| "—" nem szerepelt listán, vagy nem jelent meg az országban. |                                                                                  |    |    |   |     |     |                                            |

## Videóklipek
| Év   | Cím                                                   | További előadó(k)            | Rendező(k)                                       | Album                                               |
| ---- | ----------------------------------------------------- | ---------------------------- | ------------------------------------------------ | --------------------------------------------------- |
| 2002 | Like I Love You                                       | Clipse                       | Bucky Chrome                                     | Justified                                           |
| 2002 | Cry Me a River                                        | —                            | Francis Lawrence                                 | Justified                                           |
| 2003 | Work It                                               | Nelly                        | Joseph Kahn                                      | Nellyville                                          |
| 2003 | Rock Your Body                                        | —                            | Francis Lawrence                                 | Justified                                           |
| 2003 | Señorita                                              | —                            | Paul Hunter                                      | Justified                                           |
| 2003 | I'm Lovin' It                                         | —                            | Paul Hunter                                      | Live from London                                    |
| 2005 | Signs                                                 | Snoop Dogg, Charlie Wilson   | Paul Hunter                                      | R&G (Rhythm & Gangsta): The Masterpiece             |
| 2006 | SexyBack                                              | —                            | Michael Haussman                                 | FutureSex/LoveSounds                                |
| 2006 | My Love                                               | T.I.                         | Paul Hunter                                      | FutureSex/LoveSounds                                |
| 2006 | Dick in a Box                                         | The Lonely Island            | Akiva Schaffer                                   | Incredibad                                          |
| 2006 | What Goes Around... Comes Around (Paul van Dyk remix) | —                            | Samuel Bayer                                     | FutureSex/LoveSounds                                |
| 2007 | What Goes Around... Comes Around                      | —                            | Samuel Bayer                                     | FutureSex/LoveSounds                                |
| 2007 | What Goes Around... Comes Around (Short Version)      | —                            | Samuel Bayer                                     | FutureSex/LoveSounds                                |
| 2007 | Give It to Me                                         | Timbaland, Nelly Furtado     | Paul Allen, Timbaland                            | Shock Value                                         |
| 2007 | LoveStoned/I Think She Knows (Interlude)              | —                            | Robert Hales                                     | FutureSex/LoveSounds                                |
| 2007 | LoveStoned (Justice Re-Mix)                           | —                            | Marty Callner                                    | FutureSex/LoveShow: Live from Madison Square Garden |
| 2007 | Ayo Technology                                        | 50 Cent, Timbaland           | Joseph Kahn                                      | Curtis                                              |
| 2007 | Falling Down                                          | Duran Duran                  | Anthony Mandler                                  | Red Carpet Massacre                                 |
| 2008 | 4 Minutes                                             | Madonna, Timbaland           | Jonas & François                                 | Hard Candy                                          |
| 2009 | Dead and Gone                                         | T.I.                         | Chris Robinson                                   | Paper Trail                                         |
| 2009 | Love Sex Magic                                        | Ciara                        | Diane Martel                                     | Fantasy Ride                                        |
| 2009 | Motherlover                                           | The Lonely Island            | Akiva Schaffer, Jorma Taccone                    | Turtleneck & Chain                                  |
| 2010 | Carry Out                                             | Timbaland                    | Bryan Barber                                     | Shock Value II                                      |
| 2010 | Love Dealer                                           | Esmée Denters                | The Malloys                                      | Outta Here                                          |
| 2010 | Ain't No Doubt About It                               | The Game, Pharrell           | Diane Martel                                     | Nem jelent meg albumon                              |
| 2011 | 3-Way (The Golden Rule)                               | The Lonely Island, Lady Gaga | Akiva Schaffer, Jorma Taccone                    | The Wack Album                                      |
| 2011 | Role Model                                            | FreeSol                      | Justin Timberlake, Joseph Toman, Aaron Platt     | No Rules                                            |
| 2011 | Fascinated                                            | FreeSol, Timbaland           | Colin Tilley                                     | No Rules                                            |
| 2012 | Suit & Tie (Lyric Version)                            | Jay-Z                        | Laban Pheidias                                   | The 20/20 Experience                                |
| 2012 | Suit & Tie                                            | Jay-Z                        | David Fincher                                    | The 20/20 Experience                                |
| 2012 | Mirrors                                               | —                            | Floria Sigismondi                                | The 20/20 Experience                                |
| 2012 | Tunnel Vision                                         | —                            | Jonathan Craven, Simon McLoughlin, Jeff Nicholas | The 20/20 Experience                                |
| 2012 | Take Back the Night                                   | —                            | Jeff Nicholas, Jonathan Craven, Darren Craig     | The 20/20 Experience – 2 of 2                       |
| 2012 | Holy Grail                                            | Jay-Z                        | Anthony Mandler                                  | Magna Carta… Holy Grail                             |
| 2012 | Take Back the Night (Live from Hoboken Version)       | —                            | Marc Klasfeld                                    | The 20/20 Experience – 2 of 2                       |
| 2012 | TKO                                                   | —                            | Ryan Reichenfeld                                 | The 20/20 Experience – 2 of 2                       |
| 2014 | Not a Bad Thing                                       | —                            | Dennis Liu                                       | The 20/20 Experience – 2 of 2                       |
| 2014 | Not a Bad Thing (#NotABadLoveStory Version)           | —                            | —                                                | The 20/20 Experience – 2 of 2                       |
| 2014 | Love Never Felt So Good                               | Michael Jackson              | Rich Lee, Justin Timberlake                      | Xscape                                              |
| 2016 | Can't Stop the Feeling! (First Listen Version)        | A Trollok film színészei     | —                                                | Trolls: Original Motion Picture Soundtrack          |
| 2016 | Can't Stop the Feeling!                               | —                            | Mark Romanek                                     | Trolls: Original Motion Picture Soundtrack          |
| 2018 | Filthy                                                | —                            | Mark Romanek                                     | Man of the Woods                                    |
| 2018 | Supplies                                              | —                            | Dave Meyers                                      | Man of the Woods                                    |
| 2018 | Say Something                                         | Chris Stapleton              | Arturo Perez Jr.                                 | Man of the Woods                                    |
| 2018 | Man of the Woods                                      | —                            | Paul Hunter                                      | Man of the Woods                                    |

## Videók
| Év   | Cím                                                 | Információ                                                                                  |
| ---- | --------------------------------------------------- | ------------------------------------------------------------------------------------------- |
| 2003 | Justified: The Videos                               | - Megjelent: 2003. május 6. - Kiadó: Jive - Formátum: DVD                                   |
| 2003 | Justin Timberlake: Live from London                 | - Megjelent: 2003. december 9. - Kiadó: Jive - Formátum: DVD                                |
| 2007 | Video Triple Play                                   | - Megjelent: 2007. szeptember 4. - Kiadó: Zomba - Formátum: digitális letöltés              |
| 2007 | FutureSex/LoveShow: Live from Madison Square Garden | - Megjelent: 2007. december 18. - Kiadó: Zomba - Formátum: DVD, Blu-ray, digitális letöltés |

## Fordítás
Ez a szócikk részben vagy egészben  a   Justin Timberlake discography című angol Wikipédia-szócikk fordításán alapul.  Az eredeti cikk szerkesztőit annak laptörténete sorolja fel. Ez a jelzés csupán a megfogalmazás eredetét és a szerzői jogokat jelzi, nem szolgál a cikkben szereplő információk forrásmegjelöléseként.